# Růže polní
Růže polní (Rosa agrestis) je opadavý, bíle kvetoucí keř z širokého rodu růže, jeden z původních druhů české květeny.

## Popis
Je to obvykle statný, obloukovitě rostoucí, hustě větvený opadavý keř, vysoký 1,5–2 metry, může nabývat také charakteru liány opírající se o vyšší okolo rostoucí dřeviny. Ostny jsou silné, hákovité, listy lichozpeřené s 5 nebo 7 lístky, které jsou tuhé, tmavozelené, mírně svraskalé, eliptické nebo vejčité, na spodní straně hustě chlupaté a roztroušeně žláznaté, přičemž silice žlázek voní velmi slabě po jablkách. Květy jsou v chudých chocholičnatých květenstvích nebo jednotlivé, jsou dosti drobné (průměr 2–3 cm), slabě vonné, barvy většinou čistě bílé, jejich kališní lístky jsou až 2x zpeřené s bohatými přívěsky, po odkvětu se sklánějí obloukovitě (deštníkovitě) podél šípku, kterého se však nedotýkají, následně zasychají a opadávají. Čnělky jsou lysé. Šípky jsou malé, elipsoidního či lahvicovitého tvaru, s velmi úzkým ústím, plodní stopka je lysá nebo jen velmi řídce žláznatá; obsahují jen kolem 10–18 drobných, bělavých nažek. Kvete v červnu až červenci, nejpozději z původních růží na českém území; opylována je hmyzem, vyskytuje se i částečná autogamie.

## Ekologie a rozšíření

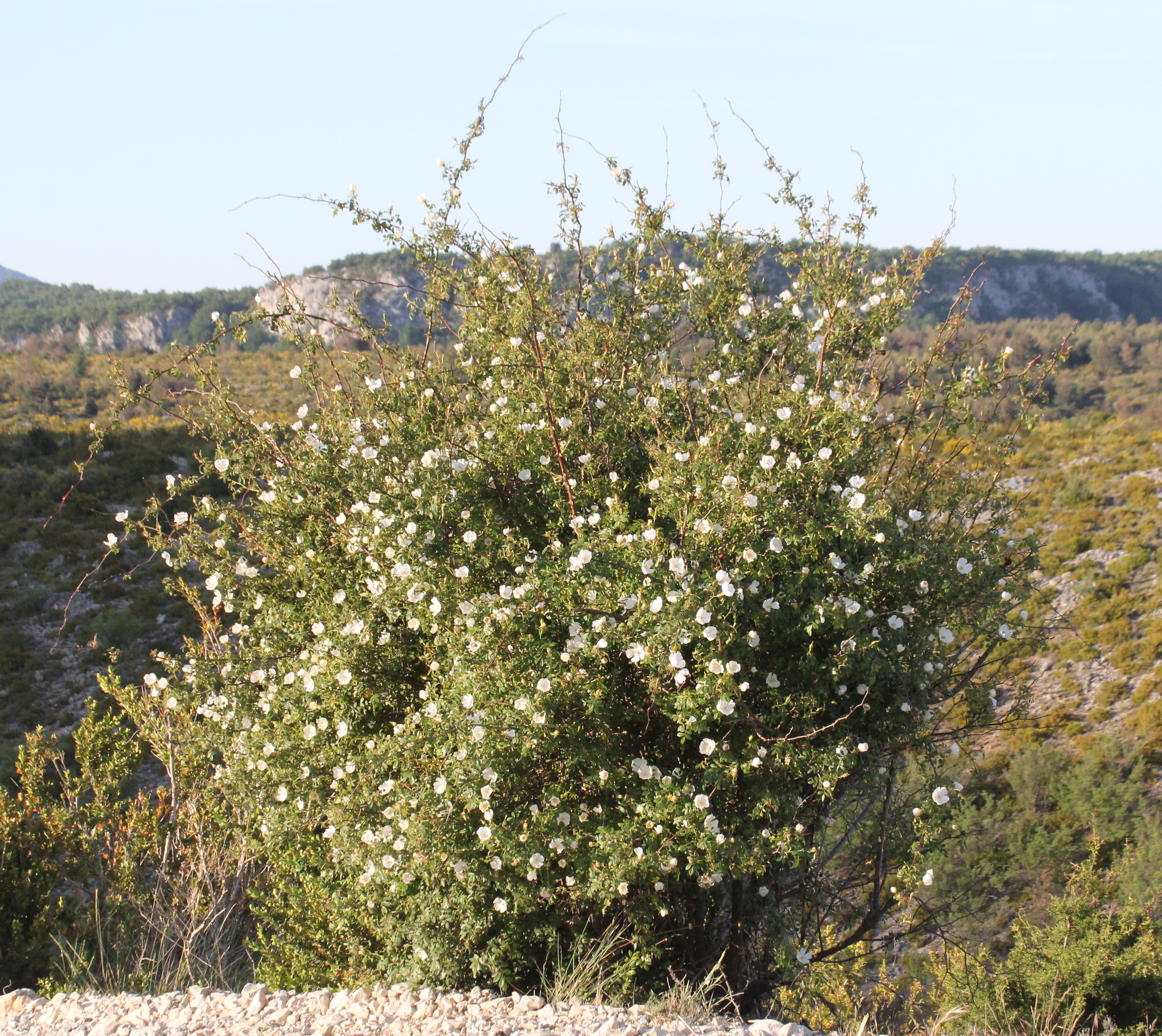
Celkový habitus keře ve volné přírodě

Jako většina jiných růží je i tato rostlinou silně světlomilnou a také dosti teplomilnou, snáší suché a živinami chudé půdy, častější je v podmínkách bohatých vápníkem. Optimem jejího výskytu jsou vyšší mezofilní a xerofilní křoviny na mezích, náspech a výslunných stráních, v lesních pláštích, též pastviny, opuštěná pole a lada, rybniční hráze apod.; na vápencovém podloží proniká i do suchých trávníků. V ČR se vyskytuje roztroušeně od nížin do podhůří, s jasným těžištěm v termofytiku a na podšumavských vápencích; ve vyšších polohách se objevuje zřídka. Patří zde ke vzácnějším druhům vyžadujícím pozornost, ovšem ne zcela dobře prostudovaným (kategorie C4b), zákonem chráněna není. Celkový areál rozšíření zahrnuje většinu Evropy včetně Britských ostrovů a Švédska až po Ukrajinu a enklávu v centrálním evropském Rusku, dále část severozápadní Afriky (Maroko, Alžírsko), Malou Asii a Kavkaz.

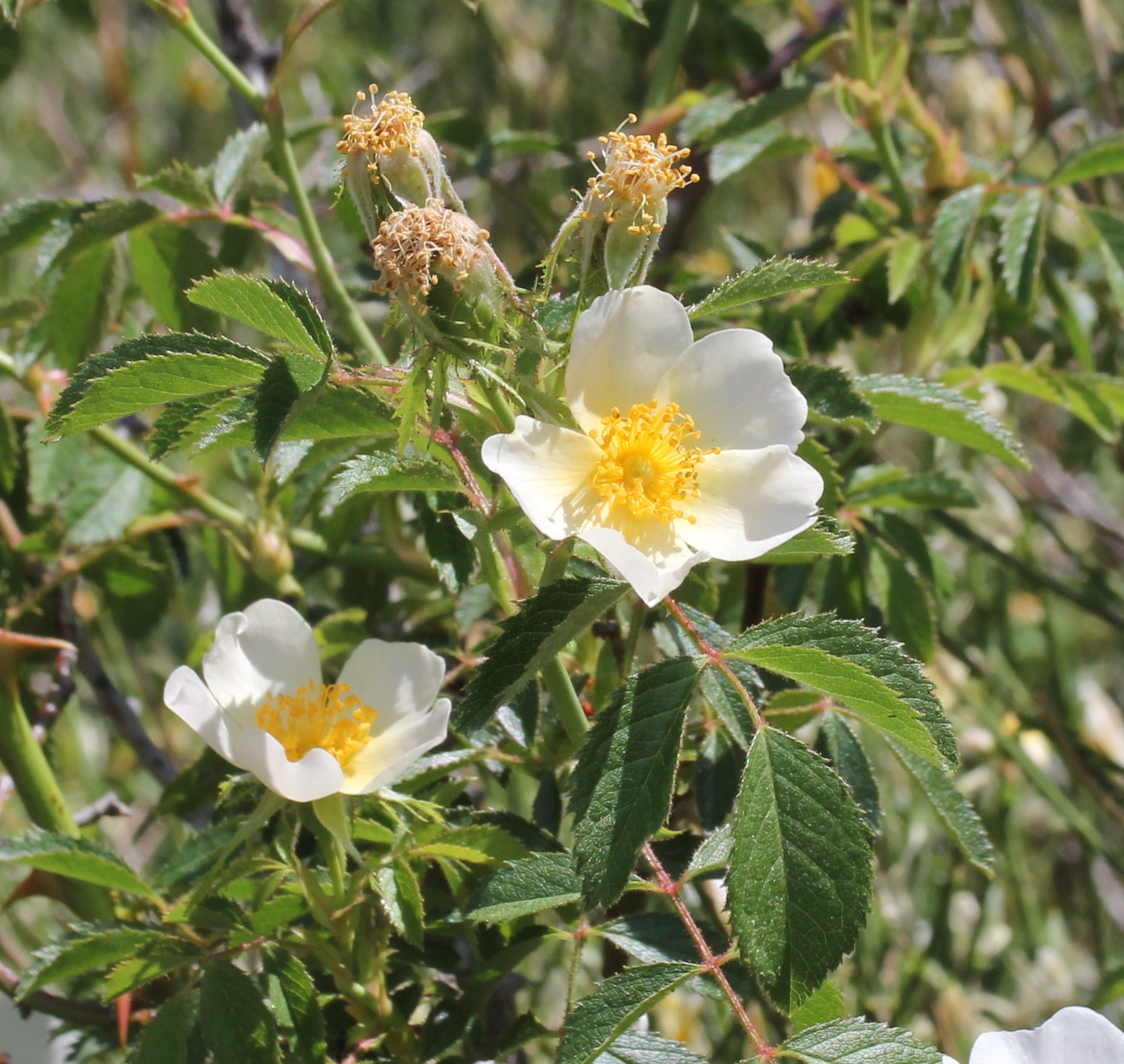
Květenství a skloněné kališní lístky

## Taxonomie
V rámci rodu Rosa patří do sekce Caninae a v ní dále do okruhu růže vinné (Rosa rubiginosa agg.). Dosti variabilní druh s několika ustálenými znaky (bílé květy, obloukovitě sehnuté a bohatě zpeřené kališní lístky) a jinými značně proměnlivými; na základě jejich kombinace bývá dále dělen do několika nižších taxonů, jimž je připisována různá taxonomická hodnota od variet přes poddruhy až po samostatné druhy. Na území ČR jsou udávány tyto čtyři:
| Rosa agrestis var. agrestis  | růže polní pravá      |
| Rosa agrestis var. albiflora | růže polní bělokvětá  |
| Rosa agrestis var. gizellae  | růže polní žláznatá   |
| Rosa agrestis var. schulzei  | růže polní Schulzeova |